# Bajangol járás (Dél-Hangáj)
Bajangol járás (mongol nyelven: Баянгол сум) Mongólia Dél-Hangáj tartományának egyik járása. Területe 3542 km². Népessége kb. 5100 fő.
Székhelye Siré (Ширээ), mely 83 km-re délkeletre fekszik Arvajhér tartományi székhelytől.